# 長野県道282号浅間河添線
長野県道282号浅間河添線（ながのけんどう282ごう あさまかわぞえせん）は、長野県松本市を走る一般県道。

## 接続・交差する道路
- 長野県道454号浅間温泉三才山線
- 長野県道284号惣社岡田線
- 国道143号

## 周辺
- 浅間温泉
- 長野県松本文化会館